# Faileuba
Faileuba (6. století - 596) byla franská královna, manželka Childeberta II., krále Austrasie. Její život zaznamenal franský biskup Řehoř z Tours ve svém díle Historia Francorum.
V manželství s králem Childebertem II. měla tři děti. Theudeberta II. (585-612), krále Austrasie, Theudericha II. (587-613), krále Burgundska a princeznu Theodilu či Thidilanu.
Spolu s Childebertem II. byla v roce 596 otrávená. Nad jejich nezletilými dětmi převzala regentství jejich babička královna Brunhilda.